# Tour de Brême
La tour de Brême (en estonien : Bremeni torn) est une tour de quatre étages en forme de fer à cheval  des remparts de Tallinn en Estonie.

## Présentation
La tour porte le nom du conseiller municipal von Bremen du XIVe siècle.
D'un côté se trouve la tour derrière les Moines, de l'autre côté se trouve la tour Hattorpe derrière les remparts.
L'épaisseur du mur extérieur est supérieure à 2 mètres, celle du mur intérieur est de 1 mètre.
Au troisième étage, il y avait une cheminée pour les membres de la garde de la ville ; tout en haut, il y a une zone ouverte pour les patrouilles ou les bombardements avec des meurtrières étroites dans les murs et les embrasures.
Le deuxième étage est accessible par un escalier intérieur aux remparts.
Jusqu'au XVIIe siècle, il abritait une prison : une pièce non éclairée avec de petites fenêtres pour l'aération et des toilettes, avec des anneaux de fer encastrés dans les murs.
Au début du XXe siècle, la tour était utilisée par la ville comme poudrière, c'est pourquoi des doubles serrures ont été installées sur les portes.
Les troisième et quatrième étages étaient équipés de meurtrières et de cheminées.
La tour de Brême est reliée au passage de Brême, qui relie la rue Uus tänav à la rue Vene tänav.
À l'extérieur, le long des murs de la ville, il y avait une ceinture de fortifications défensives, qui comprenait des remparts en terre et des douves de forteresse remplies d'eau. À la demande du gouvernement suédois, le magistrat de Tallinn dans la seconde moitié du XVIIe siècleentreprit des travaux pour déplacer la ceinture de protection, qui a été éloignée des remparts, et le territoire de la ville s'est élargi.
Ainsi, la rue Uus tänav, par exemple, n'a été construite qu'en 1653 sur l'emplacement d'anciennes douves.

## Galerie

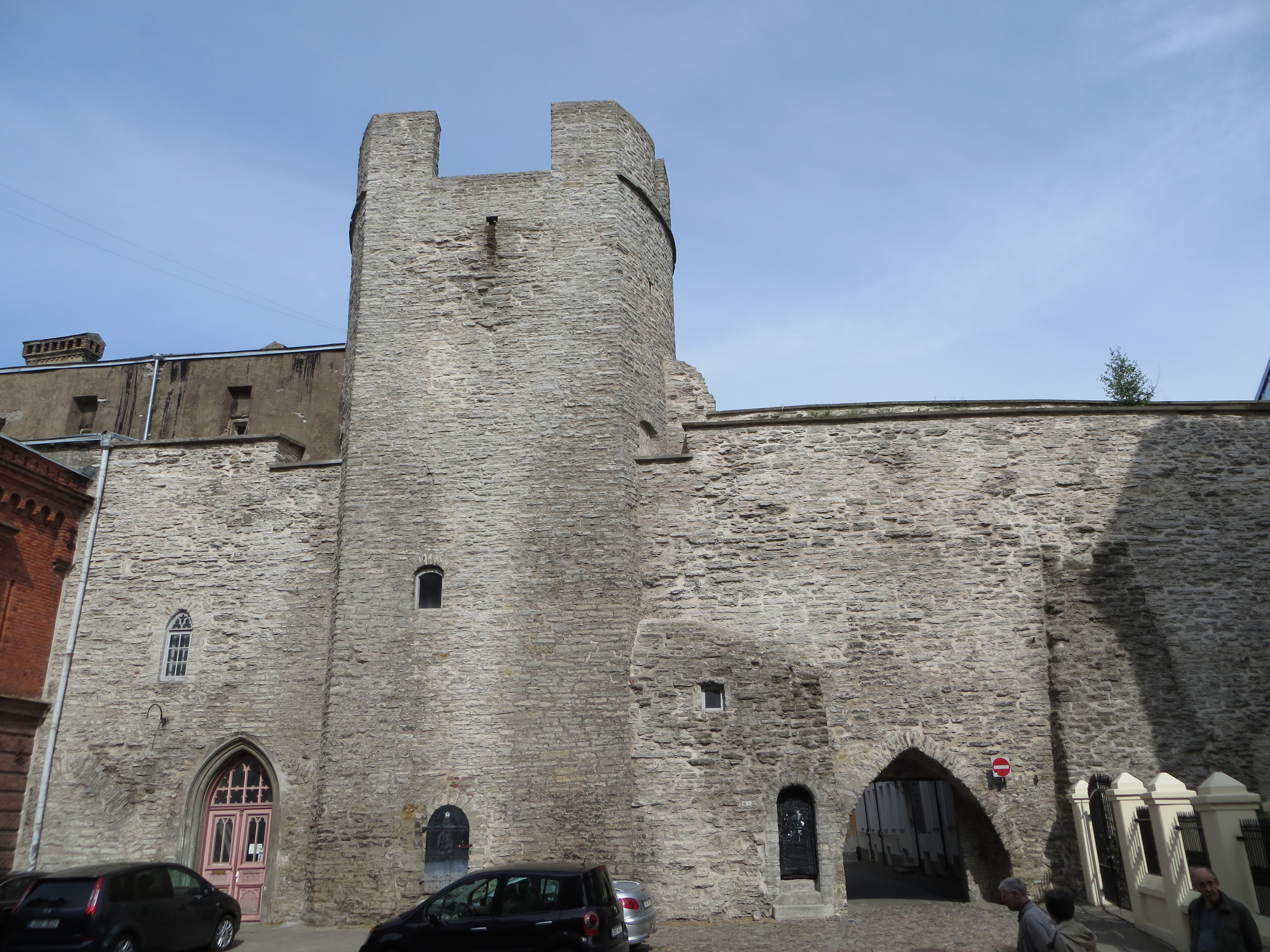
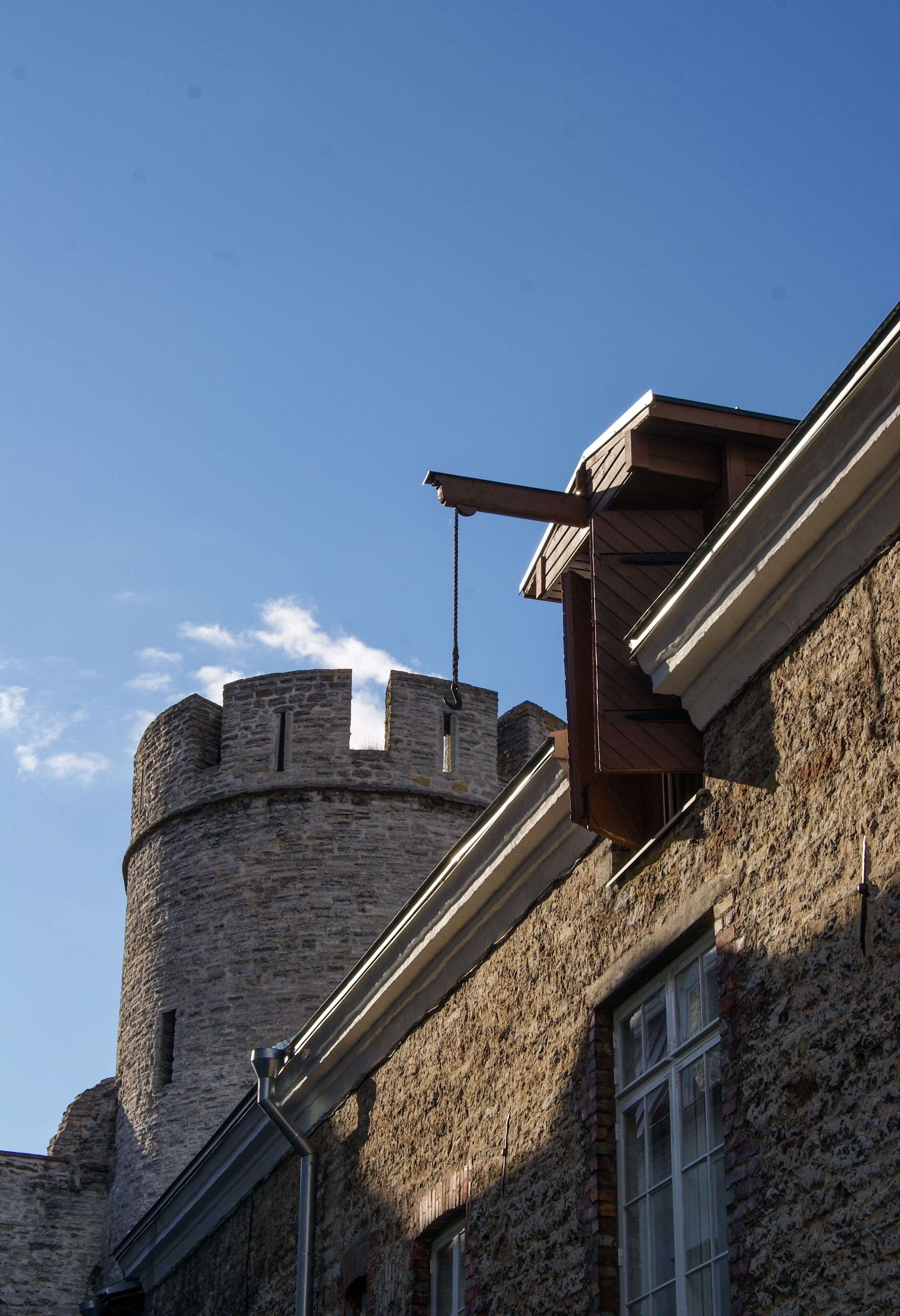
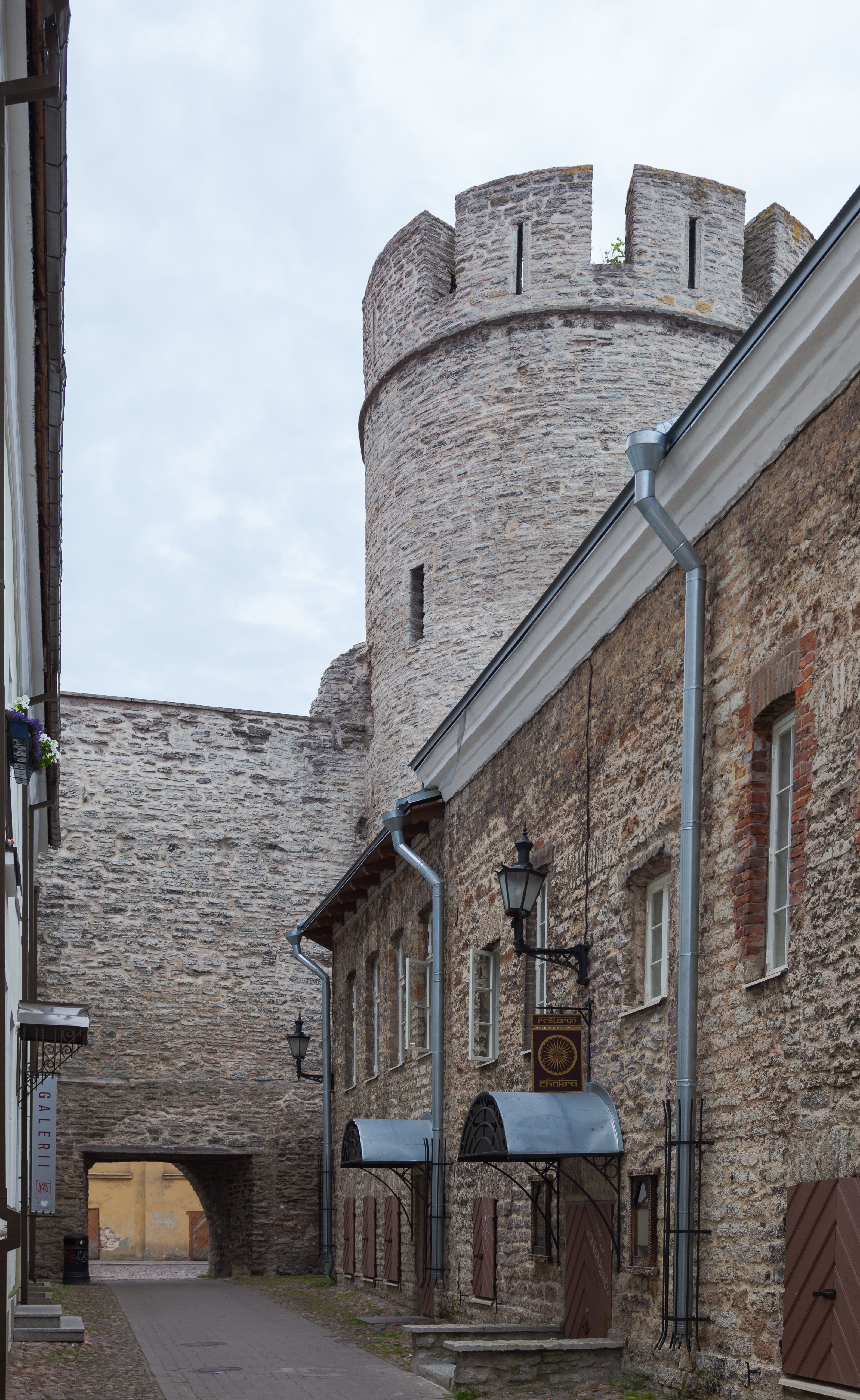
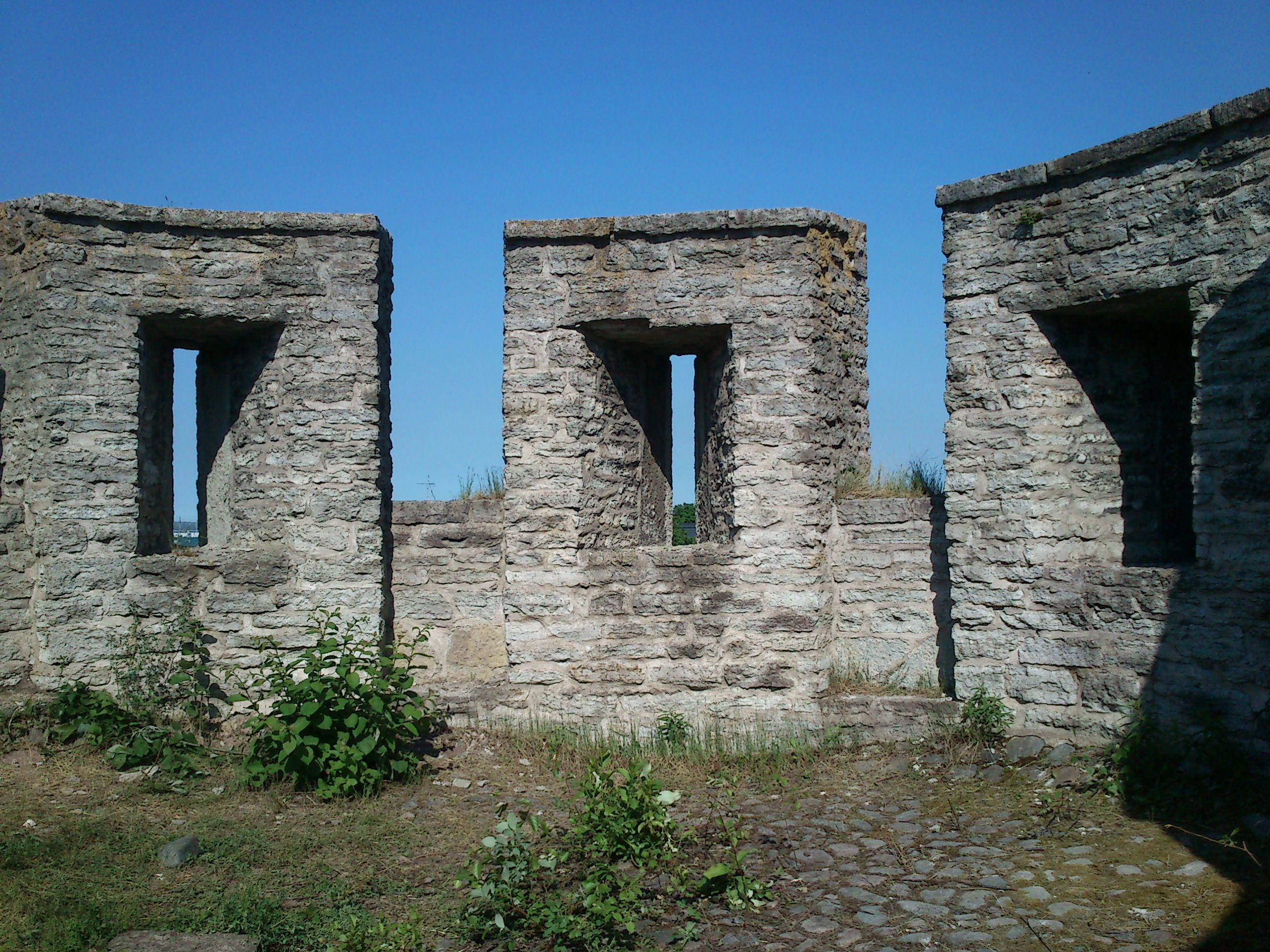